# Rete tranviaria di Zwickau
La rete tranviaria di Zwickau è la rete tranviaria che serve la città tedesca di Zwickau. È composta da quattro linee.